# 貂管球虫
貂管球虫（学名：Siphonosphaera martensi）为胶球虫科管球虫属的动物。分布于地中海以及中国东海等海域。